# Nicholas Turturro
Nicholas Turturro, född 29 januari 1962 i New York, är en amerikansk skådespelare.
Turturro har bland annat medverkat i filmerna Shadow Conspiracy från 1997, BlacKkKlansman från 2018 och Leo från 2023.

## Filmografi (i urval)
- 1997 – Shadow Conspiracy
- 2018 – BlacKkKlansman
- 2023 – Leo